# Bhasha Mukherjee
Bhasha Mukherjee (Kolkata, 5 novembre 1995) è una modella e medico britannica, vincitrice del concorso di bellezza Miss Inghilterra nel 2019.
Rappresentante dell'Inghilterra al concorso di bellezza Miss Mondo, nell'autunno del 2020, a seguito dell'epidemia di COVID-19, lascia gli impegni di ambasciatrice per organizzazioni umanitarie e di reginetta di bellezza per tornare a lavorare come medico specializzata in malattie respiratorie.